# Алез (міфологія)
Але́з (також Алес; лат. Alesum) — декілька персонажів давньоримської міфології:
- Алез — герой, засновник міста Фалерія.
- Алез — син Нептуна, родоначальник династії етруських царів міста Вейї.
- Алез — син віщуна, укритий їм в лісі, щоб уникнути загибелі, і зрештою загиблий у боротьбі з прибульцями з Трої.